# La Milesse
 La Milesse  es una población y comuna francesa, situada en la región de Países del Loira, departamento de Sarthe, en el distrito de Le Mans y cantón de Le Mans-Nord-Ouest.

## Demografía
| 658 | 726 | 1241 | 1548 | 2117 | 2264 |
| Para los censos de 1962 a 1999 la población legal corresponde a la población sin duplicidades (Fuente: INSEE [Consultar]) |     |      |      |      |      |